# لیگ دسته‌یک والیبال مردان ایران ۱۳۷۰
لیگ برتر والیبال ایران ۱۳۷۰ دومین دوره مسابقات دسته‌یک والیبال ایران می‌باشد. در این دوره ۱۲ تیم شرکت داشتند و در پایان تیم بنیاد شهید تهران برای دومین فصل پیاپی به قهرمانی لیگ رسید.

## جدول رده‌بندی
| رتبه | تیم              |
| ---- | ---------------- |
| ۱    | بنیاد شهید تهران |
| ۲    | بانک ملی تهران   |
| ۳    | بانک تجارت تهران |

## رده‌بندی نهایی
| رتبه | تیم              |
| ---- | ---------------- |
| 1    | بنیاد شهید تهران |
| 2    | بانک ملی تهران   |
| 3    | بانک تجارت تهران |

|  | راه‌یافته به جام صلح ۱۹۹۲ |

| قهرمان فصل ۱۳۷۰ لیگ برتر ایران |
| ------------------------------ |
| بنیاد شهید تهران دومین قهرمانی |

|  |  |